# 20. pr. n. št.
20. pr. n. št. je osmo desetletje v 1. stoletju pr. n. št. med letoma 29 pr. n. št. in 20 pr. n. št.. 
Dogodki in smeri
Pomembne osebnosti
- cesar Avgust, rimski cesar (27 pr. n. št. - 14).
- Sosigen, grški astronom, matematik (okoli 90 pr. n. št. - okoli 20 pr. n. št.)